# Pseudecheneis longipectoralis
Pseudecheneis longipectoralis är en fiskart som beskrevs av Zhou, Li och Yang 2008. Pseudecheneis longipectoralis ingår i släktet Pseudecheneis och familjen Sisoridae. Inga underarter finns listade i Catalogue of Life.